# تلمبه مومنایی
تلمبه مومنایی یک منطقهٔ مسکونی در ایران است که در دهستان کویرات (کرمان) واقع شده‌است.